# Pandanus alveolatus
Pandanus alveolatus är en enhjärtbladig växtart som beskrevs av Huynh. Pandanus alveolatus ingår i släktet Pandanus och familjen Pandanaceae.
Artens utbredningsområde är Madagaskar. Inga underarter finns listade.